# 佐伯浄麻呂
佐伯 浄麻呂（さえき の きよまろ）は、奈良時代の貴族。名は浄万侶、清麻呂とも記される。官位は正四位下・左衛士督。

## 経歴
天平8年（736年）外従五位下に、翌天平9年（737年）内位の従五位下に叙せられる。
天平10年（738年）左衛士督に任ぜられると、天平勝宝2年（750年）に没するまで、10年以上の長きに亘ってこれを務める。この間、天平12年（740年）従五位上次いで正五位下、天平15年（743年）正五位上次いで従四位下、天平20年（748年）従四位上と聖武朝の後半に順調に昇進し、天平21年（749年）正四位下に至る。またこの間、侍従や山背守を兼ねたほか皇后宮大夫として光明皇后にも仕えている。
天平勝宝2年（750年）11月4日卒去。最終官位は左衛士督正四位下。

## 官歴
『続日本紀』による。
- 時期不詳：正六位上
- 天平8年（736年） 正月21日：外従五位下
- 天平9年（737年） 2月14：従五位下（内位）
- 天平10年（738年） 4月22日：左衛士督
- 天平12年（740年） 正月13日：従五位上。11月21日：正五位下
- 天平15年（743年） 4月22日：見兼山背守勲十二等[1]。5月5日：正五位上。7月3日：従四位下
- 天平17年（745年） 3月21日：見左衛士府督兼山背守侍従[2]
- 天平18年（746年） 9月20日：皇后宮大夫（皇后：藤原安宿媛）
- 天平20年（748年） 2月19日：従四位上
- 天平21年（749年） 4月1日：正四位下
- 天平勝宝2年（750年） 11月4日：卒去（左衛士督正四位下）